# Aspmögelbagge
Aspmögelbagge (Enicmus lundbladi) är en skalbaggsart som beskrevs av Mary E. Palm 1956. Aspmögelbagge ingår i släktet Enicmus, och familjen mögelbaggar. Enligt den svenska rödlistan är arten nära hotad i Sverige. Arten förekommer på Gotland, Öland, Götaland, Svealand och Nedre Norrland. Artens livsmiljö är skogslandskap, jordbrukslandskap.